# NA-1320
La  NA-1320  es una carretera local perteneciente a la Red de Carreteras de Navarra que se inicia en PK 0,49 de NA-170 y termina en Límite Gipuzkoa. Tiene una longitud de 1,29 kilómetros.

## Recorrido
| Denominación | Kilómetro | Salida | Carretera   | Dirección            |
| ------------ | --------- | ------ | ----------- | -------------------- |
| NA-1320      | 0         |        | NA-170 A-15 | Leiza Areso Pamplona |
| NA-1320      | 1         |        | GI-2130     | Berástegui Tolosa    |